# Chi Đỗ quyên
Chi Đỗ quyên, danh pháp khoa học: Rhododendron (từ tiếng Hy Lạp: rhodos, "hoa hồng", và dendron, "cây"), là một chi thực vật có hoa thuộc họ Thạch nam (Ericaceae). Đây là một chi lớn với khoảng 850-1.000 loài và hầu hết các loài đều có hoa rực rỡ. Đỗ quyên là quốc hoa của Nepal. Nhiều loài đỗ quyên được trồng làm cây cảnh. Một số loài có tác dụng chữa bệnh.
Chi Đỗ quyên có đặc điểm là cây bụi và lớn (hiếm), những loài nhỏ nhất cao chừng 10–100 cm, loài lớn nhất, R. giganteum, được ghi nhận là cao tới 30 m. Lá cây xếp theo hình xoắn ốc; kích thước lá có thể từ 1–2 cm tới hơn 50 cm, ngoại lệ là R. sinogrande có lá dài 100 cm. Đỗ quyên có thể là cây thường xanh hoặc cây rụng lá theo mùa. Ở một số loài, mặt dưới lá có phủ vảy hoặc lông tơ. Một số loài nổi tiếng vì hoa nở thành chùm lớn. Có các loài vùng núi có hoa và lá nhỏ, và một số loài nhiệt đới sống bám ở dạng tầm gửi.

## Phân bố
Đỗ quyên là chi có phân bố rất rộng, xuất hiện ở hầu khắp Bắc bán cầu ngoại trừ các vùng khô hạn, và trải dài xuống Nam bán cầu ở Đông Nam Á và vùng bắc Australasia. Độ đa dạng loài cao nhất được tìm thấy ở vùng núi Himalaya từ Uttarakhand, Nepal và Sikkim tới Vân Nam và Tứ Xuyên, ở các vùng núi khác cũng có độ đa dạng cao như ở Đông Dương, Hàn Quốc, Nhật Bản và Đài Loan. Ngoài ra, có rất nhiều loài đỗ quyên nhiệt đới gốc Đông Nam Á và Bắc Úc. Người ta đã ghi nhận 55 loài ở Borneo và 164 loài ở New Guinea. Tương đối ít loài hơn có tại Bắc Mỹ và châu Âu. Người ta chưa tìm thấy đỗ quyên ở Nam Mỹ hay châu Phi.

Ở Việt Nam chỉ có vùng núi Sa Pa (tỉnh Lào Cai), Bạch Mã (thành phố Huế), Tam Đảo (tỉnh Vĩnh Phúc), Đà Lạt (tỉnh Lâm Đồng), Tây Giang (tỉnh Quảng Nam) là những nơi có cây hoa Đỗ Quyên mọc tự nhiên. Riêng trong Vườn quốc gia Hoàng Liên đã có tới 30 loài hoa Đỗ Quyên được phát hiện.,

## Hình ảnh

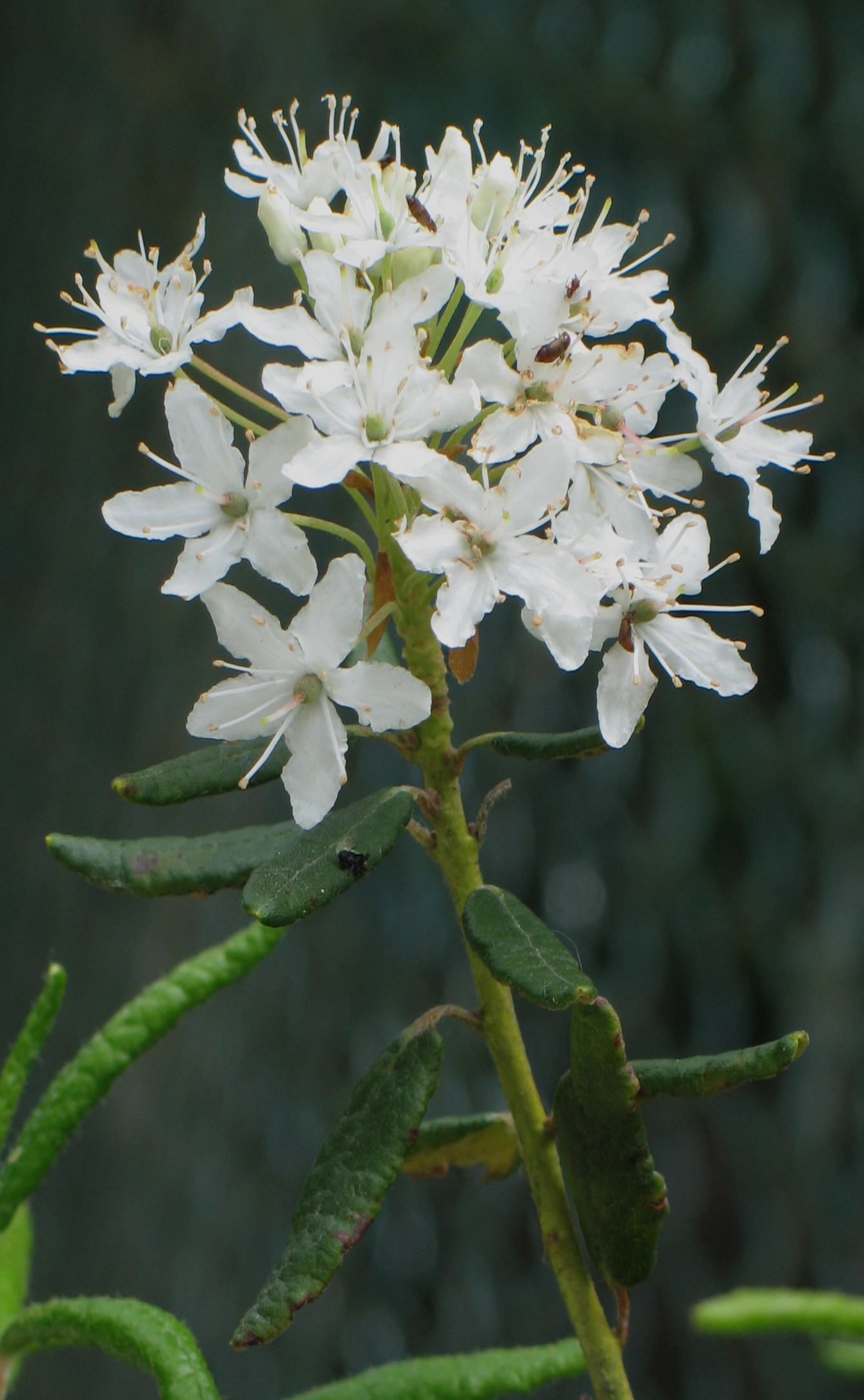
Rhododendron groenlandicum
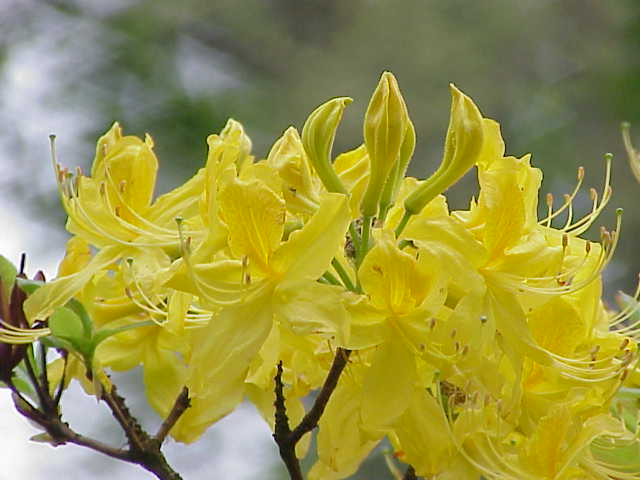
Rhododendron luteum
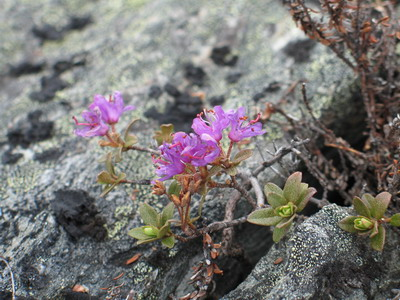
Rhododendron lapponicum
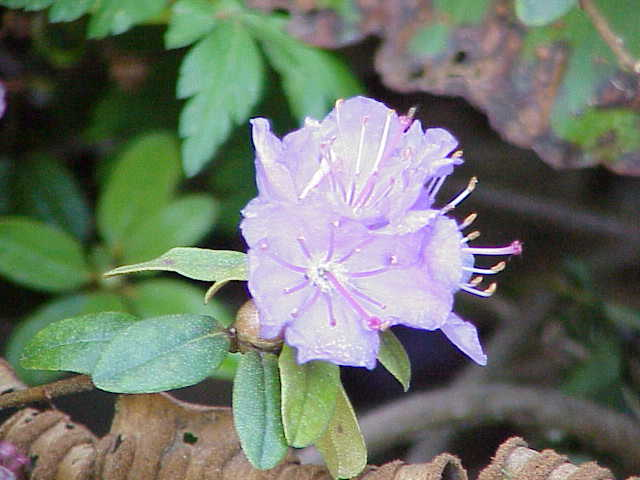
Rhododendron impeditum
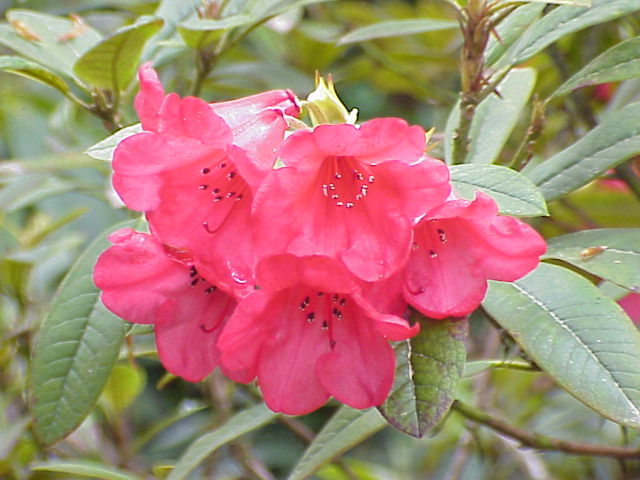
Rhododendron repens
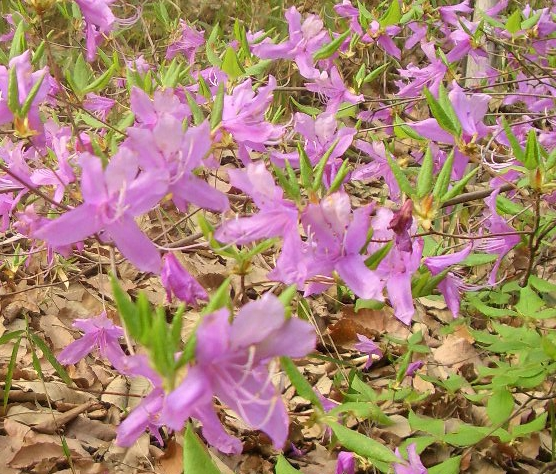
Rhododendron reticulatum
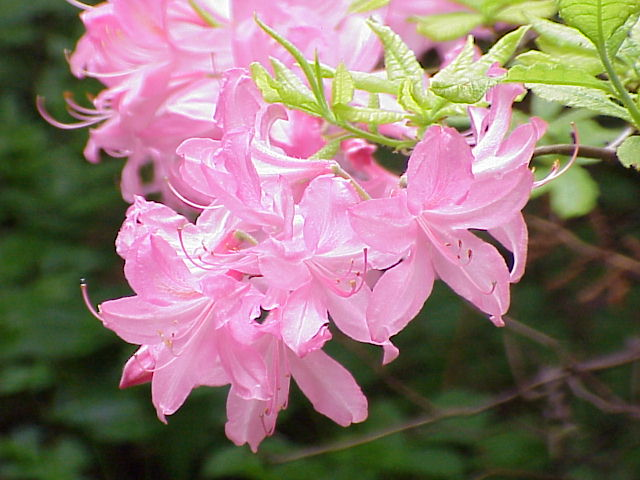
Rhododendron roseum